# Département des sculptures du musée du Louvre
Le département des sculptures est un des huit départements du musée du Louvre. Il abrite une des plus importantes collections de sculptures au monde, et la plus riche collection d'œuvres françaises.

## Description

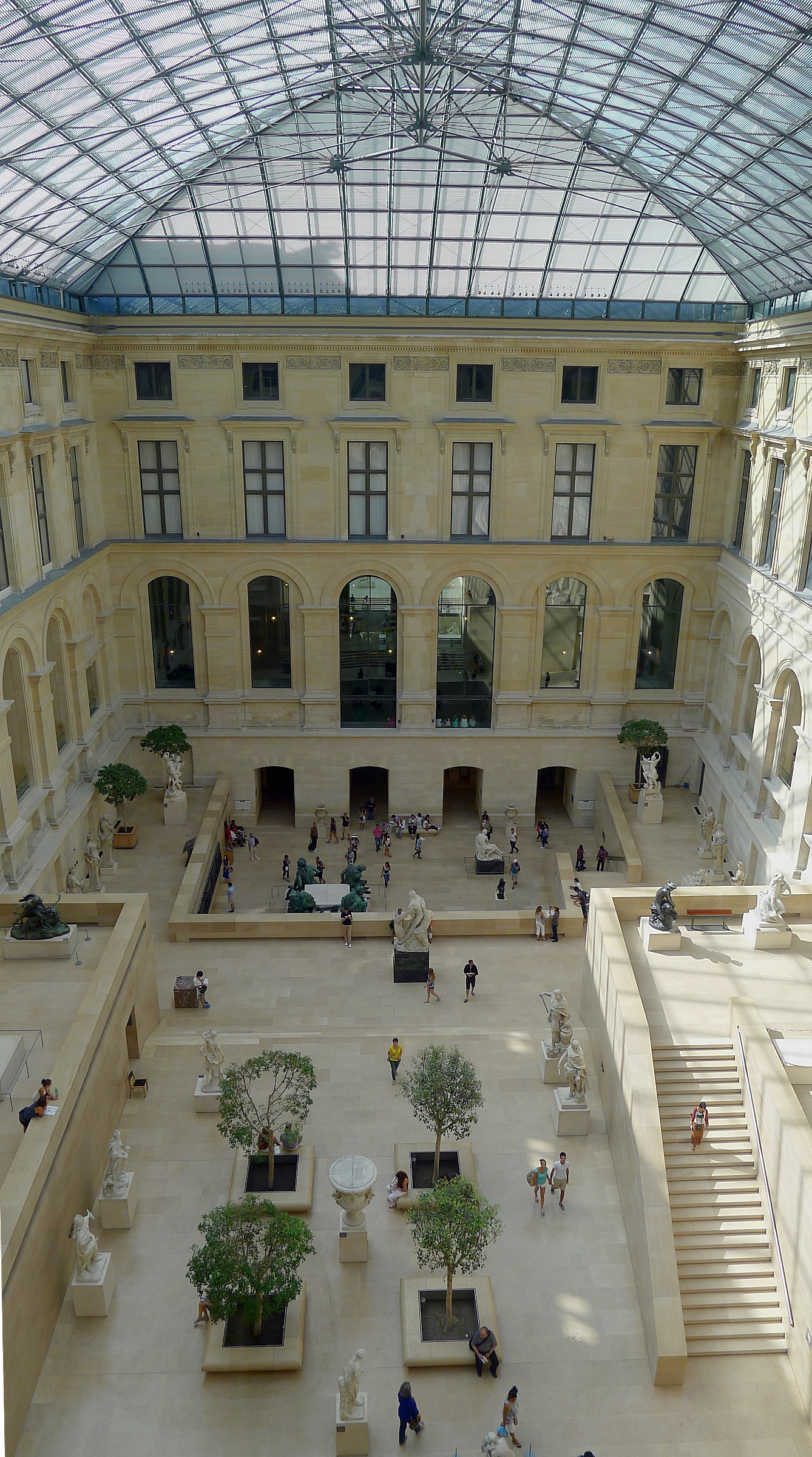
La cour Puget dans l'aile Richelieu du musée du Louvre.

Le département des sculptures abrite plus de 6 000 œuvres, dont la plus grande collection du monde de sculptures françaises. En tout sont présentées plus de 2 000 œuvres dans 67 salles réparties autour de deux cours (8 500 m2 au total).
À ses débuts, le musée n'exposait que des sculptures antiques, les seules exceptions étant les deux statues d'esclaves de Michel-Ange. Il faut attendre 1824 pour que soit ouverte la galerie d'Angoulême, avec cinq salles consacrées aux œuvres allant de la Renaissance au XVIIIe siècle. À partir de 1850, on y ajoute la sculpture médiévale, mais ce n'est qu'en 1893 que le département des sculptures devient autonome et cesse d'être rattaché à celui des antiquités.
Parmi les modifications récentes, on notera le regroupement de toutes les statues créées pour le parc du château de Marly, en particulier les grandes statues équestres dues à Antoine Coysevox et à Guillaume Coustou.
La sculpture française, répartie sur de nombreuses salles autour de deux cours couvertes, est située dans l'aile Richelieu tandis que la sculpture italienne, espagnole ainsi que celle des écoles du nord est exposée dans l'aile Denon, au rez-de-chaussée. Parmi les artistes exposés, outre les très nombreux anonymes (notamment pour le Moyen Âge), on remarque Jean Goujon, Germain Pilon, Pierre Puget, Jean-Antoine Houdon, François Rude, Donatello, Francesco Laurana, Andrea della Robbia, Michel-Ange, Giambologna, Le Bernin et Antonio Canova.

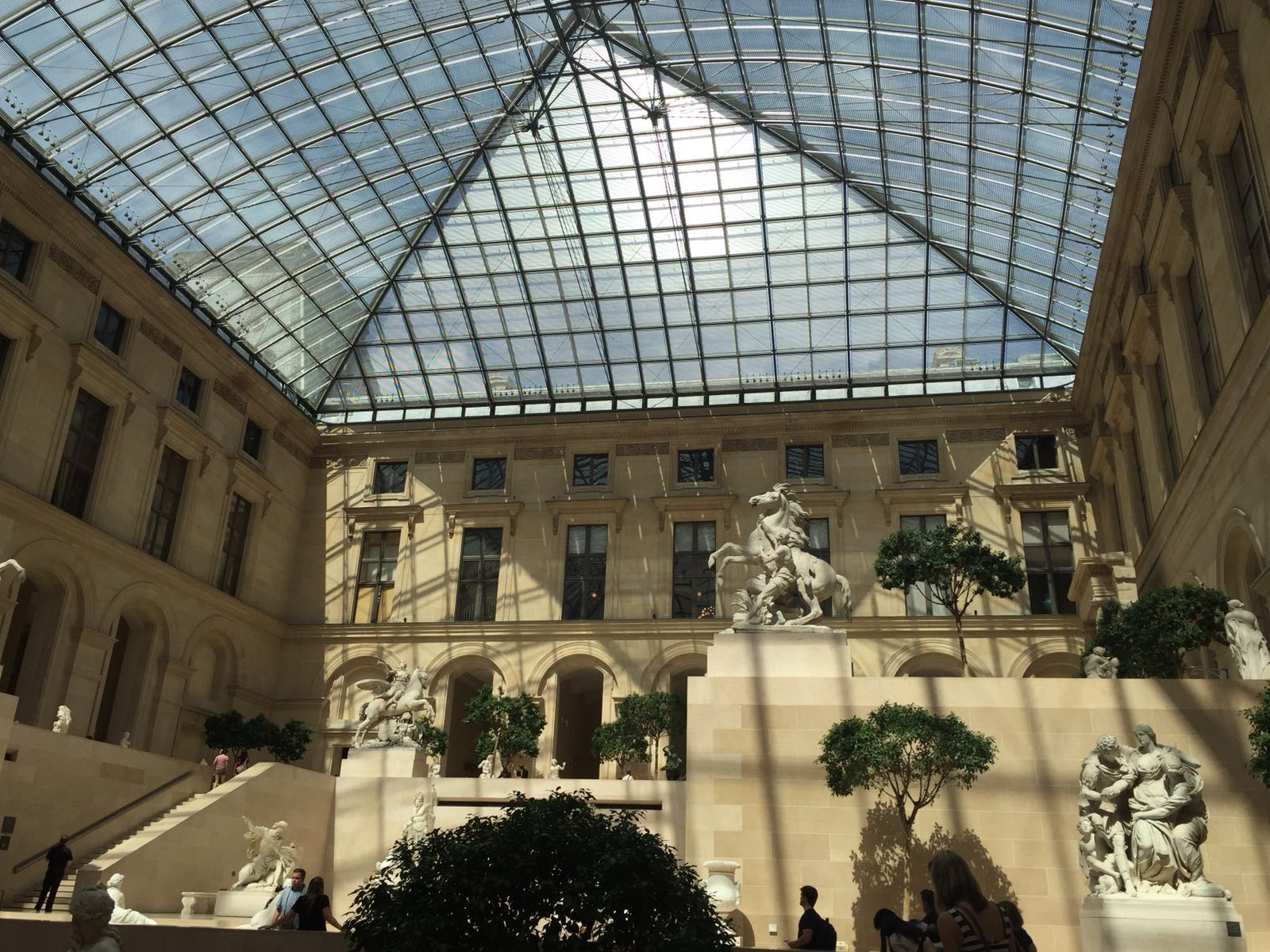
La cour Marly, aile Richelieu, vue sur la statue des Chevaux de Marly de Guillaume Coustou.

## Œuvres majeures

### Sculptures françaises
- Le Christ détaché de la Croix, France XIIe siècle.
- Tombeau de Philippe Pot, France XVe siècle.
- Les Chevaux de Marly de Guillaume Coustou.
- Milon de Crotone de Pierre Puget.
- Les Trois Grâces de James Pradier.
- Prométhée enchaîné de Nicolas Sébastien Adam.

### Sculptures italiennes
- L'Esclave rebelle et L'Esclave mourant de Michel-Ange.
- Mercure volant de Giambologna.
- La Vierge à l'Enfant de Donatello.
- Buste d'une princesse de Francesco Laurana.
- Buste du cardinal de Richelieu, Le Bernin.
- Psyché ranimée par le baiser de l'Amour d'Antonio Canova.
- L'Amour et Psyché debout d'Antonio Canova.

### Sculptures européennes
- Sainte Marie-Madeleine, Allemagne, XVIe siècle.

### Autres
- Une arcade ionique et deux colonnes, vestiges du palais des Tuileries remontés ensuite 28 rue des Saints-Pères, alors siège de l'École des Ponts-et-Chaussées, ont été transférées en 2011 dans la cour Marly[1],[2].

## Galerie

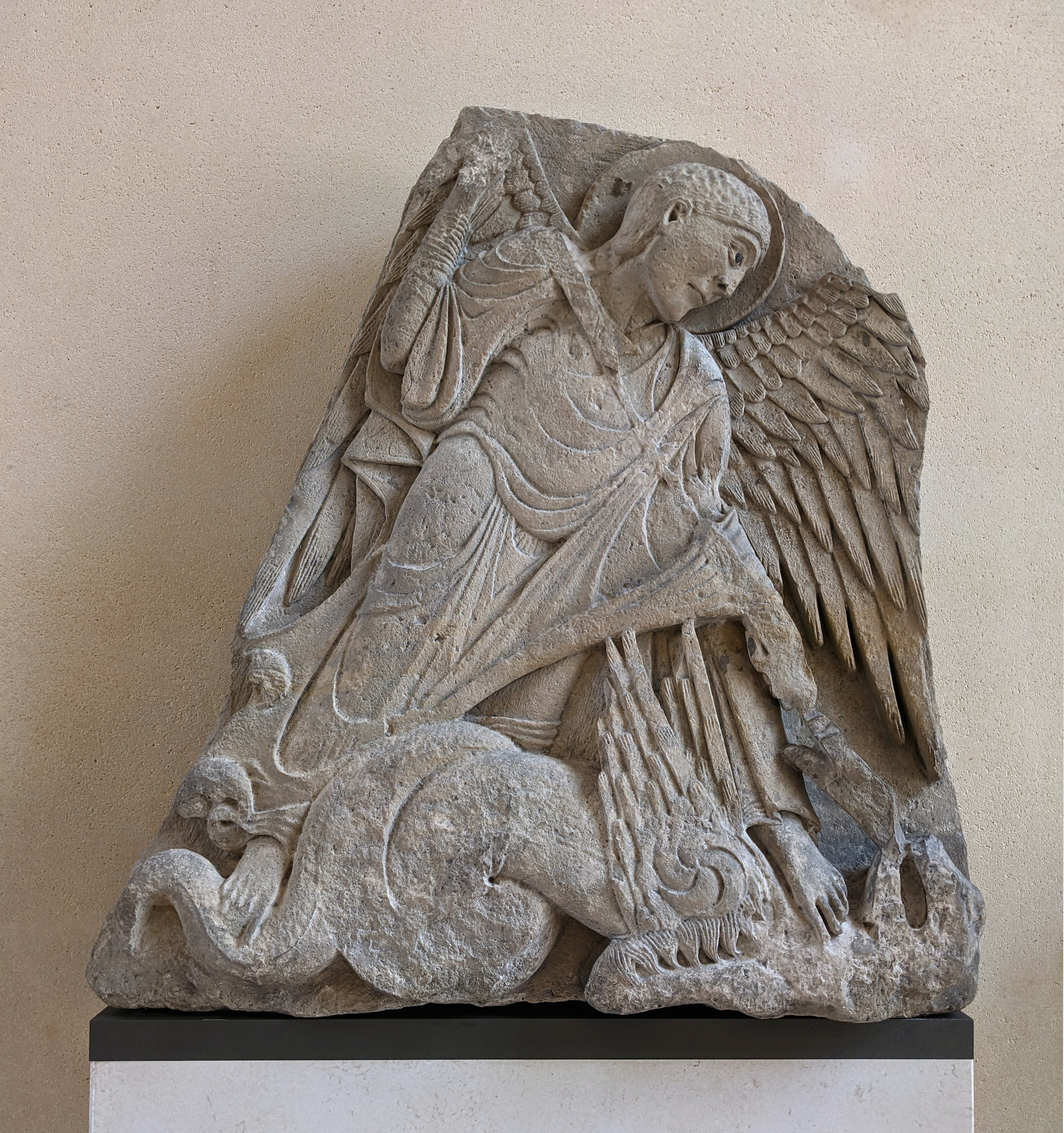
Bourgogne (fin du XIIe siècle), Saint Michel terrassant le dragon.
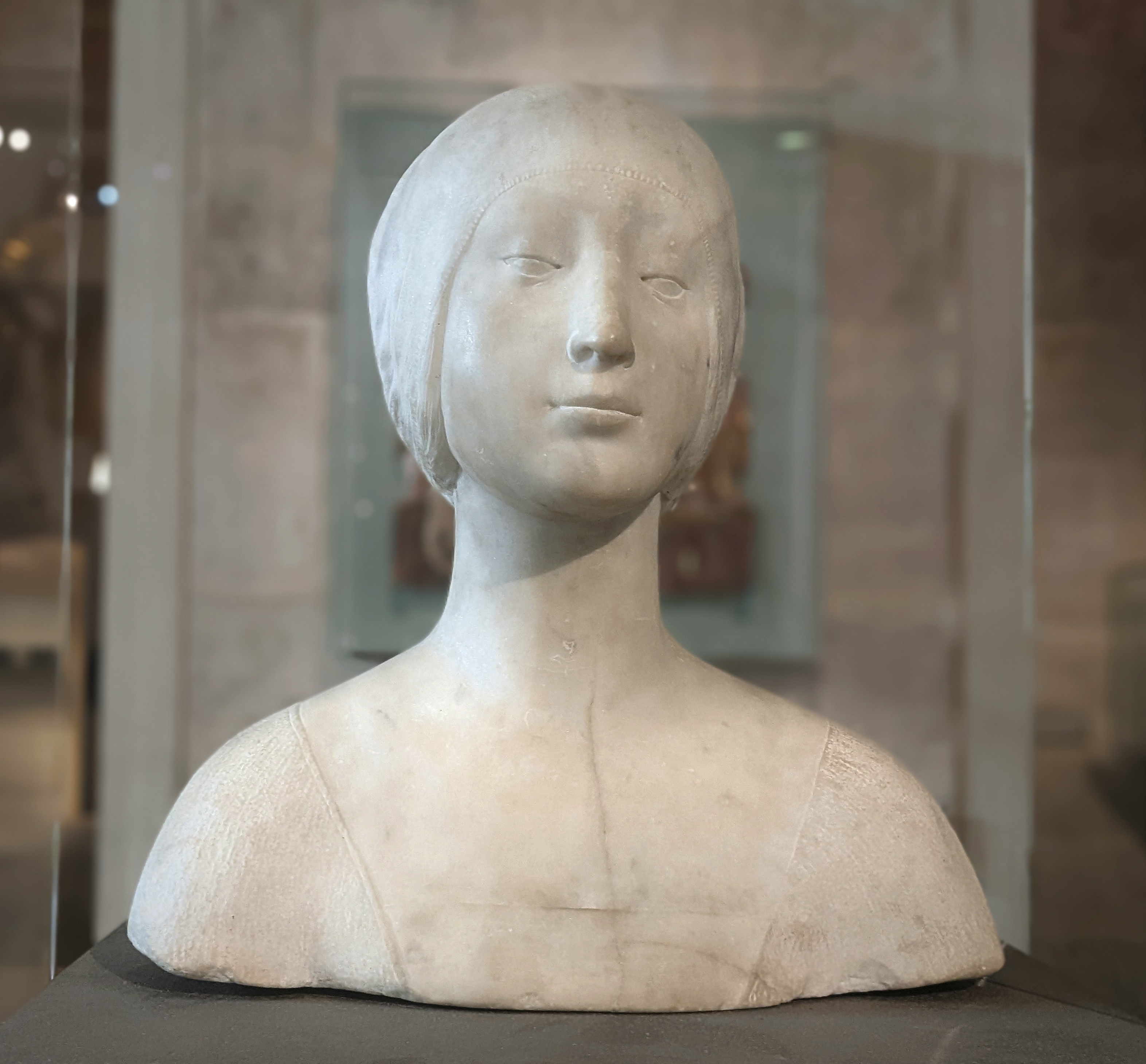
Francesco Laurana, Buste d'une princesse (vers 1471).
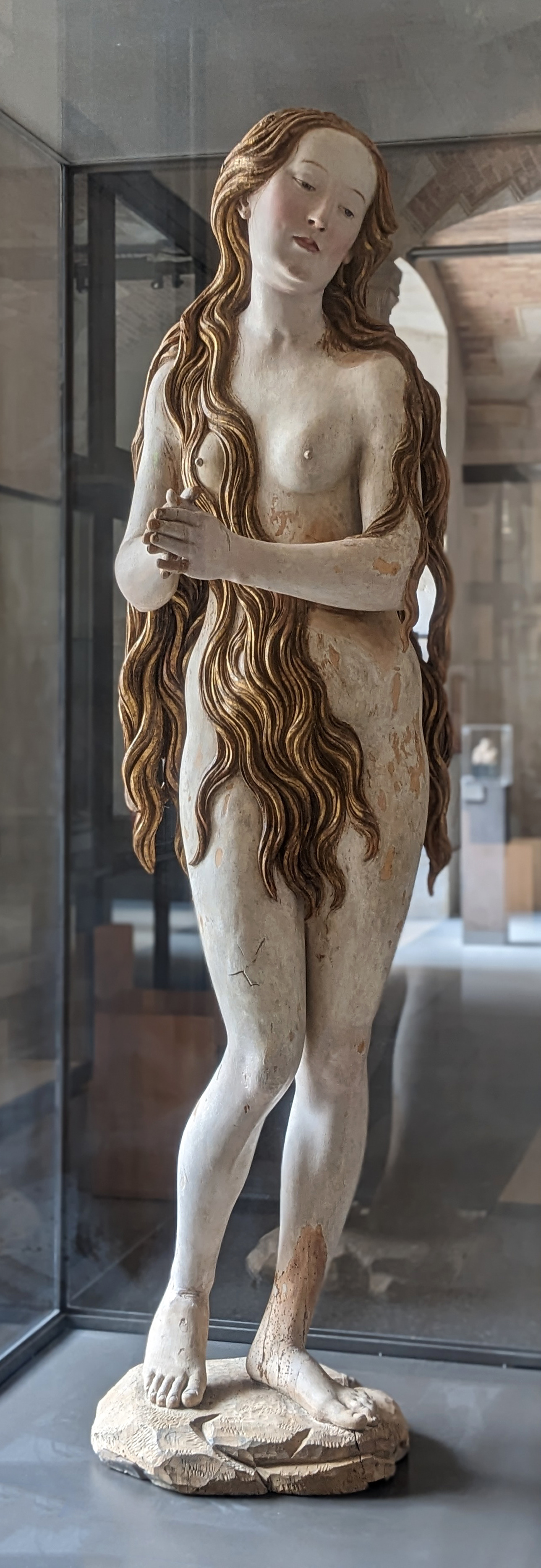
Gregor Erhart, Sainte Marie-Madeleine (XVIe siècle).
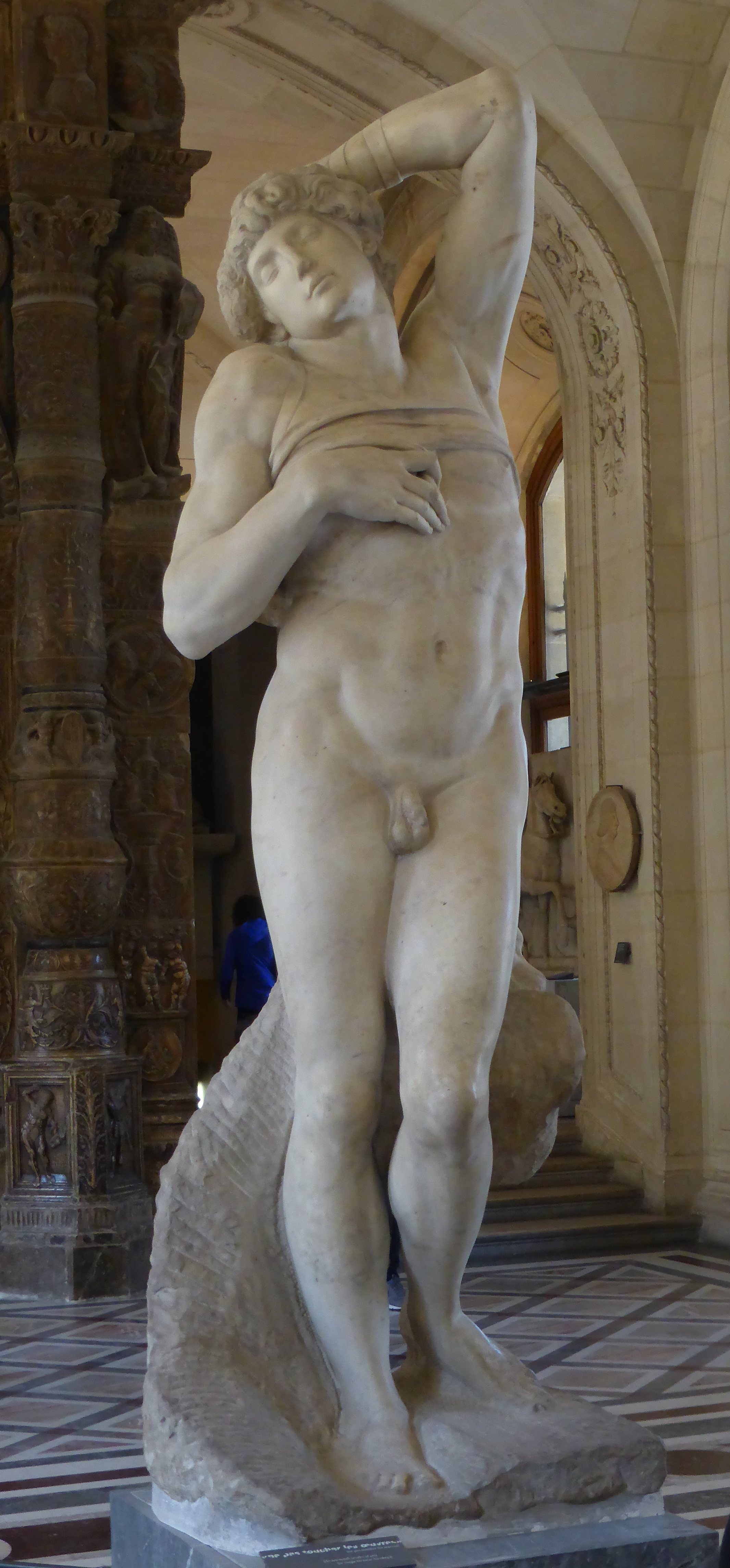
Michel-Ange, L'Esclave mourant (1513-1515).
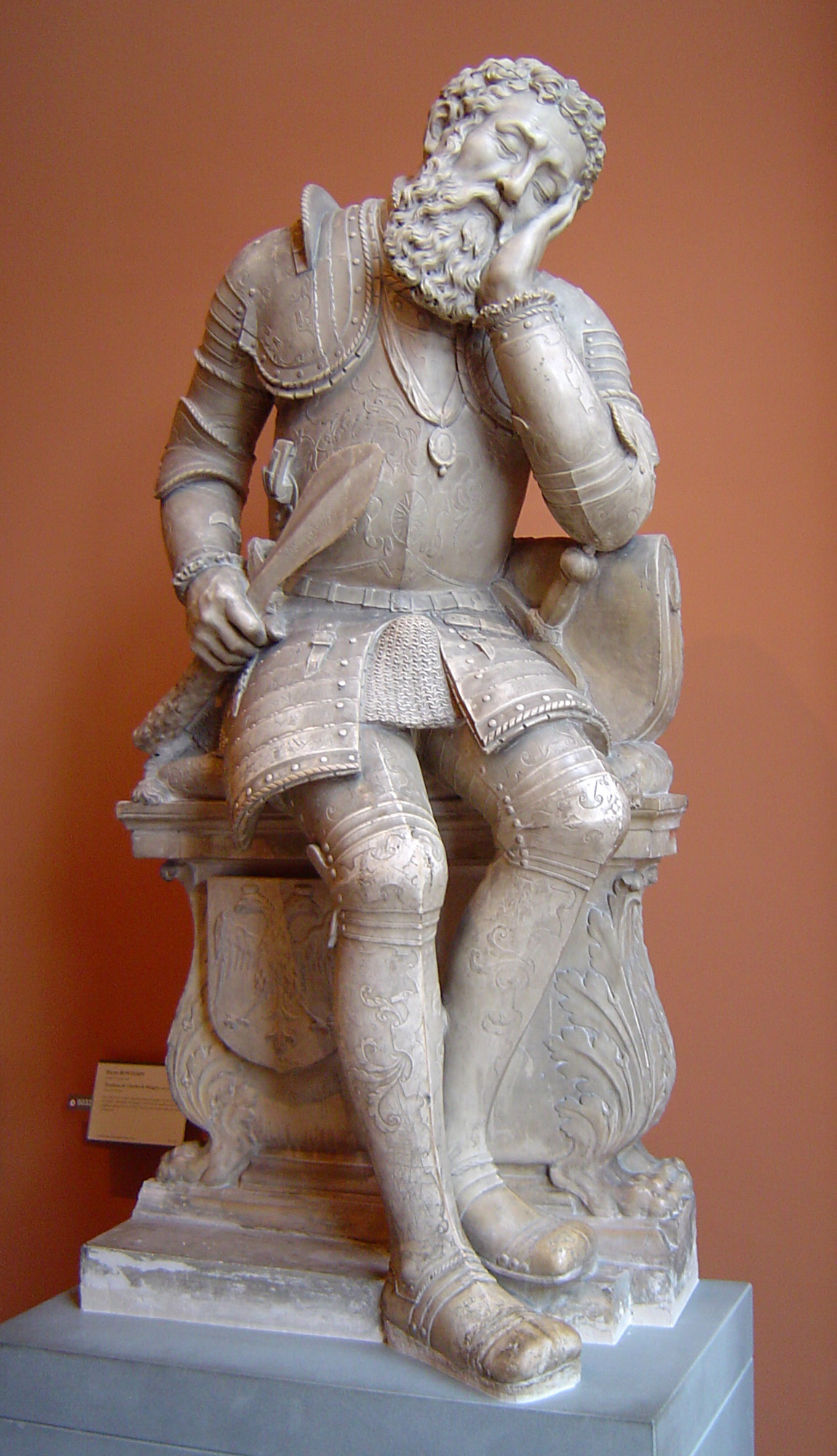
Pierre Bontemps, Tombeau de Pierre de Maigny (vers 1556).
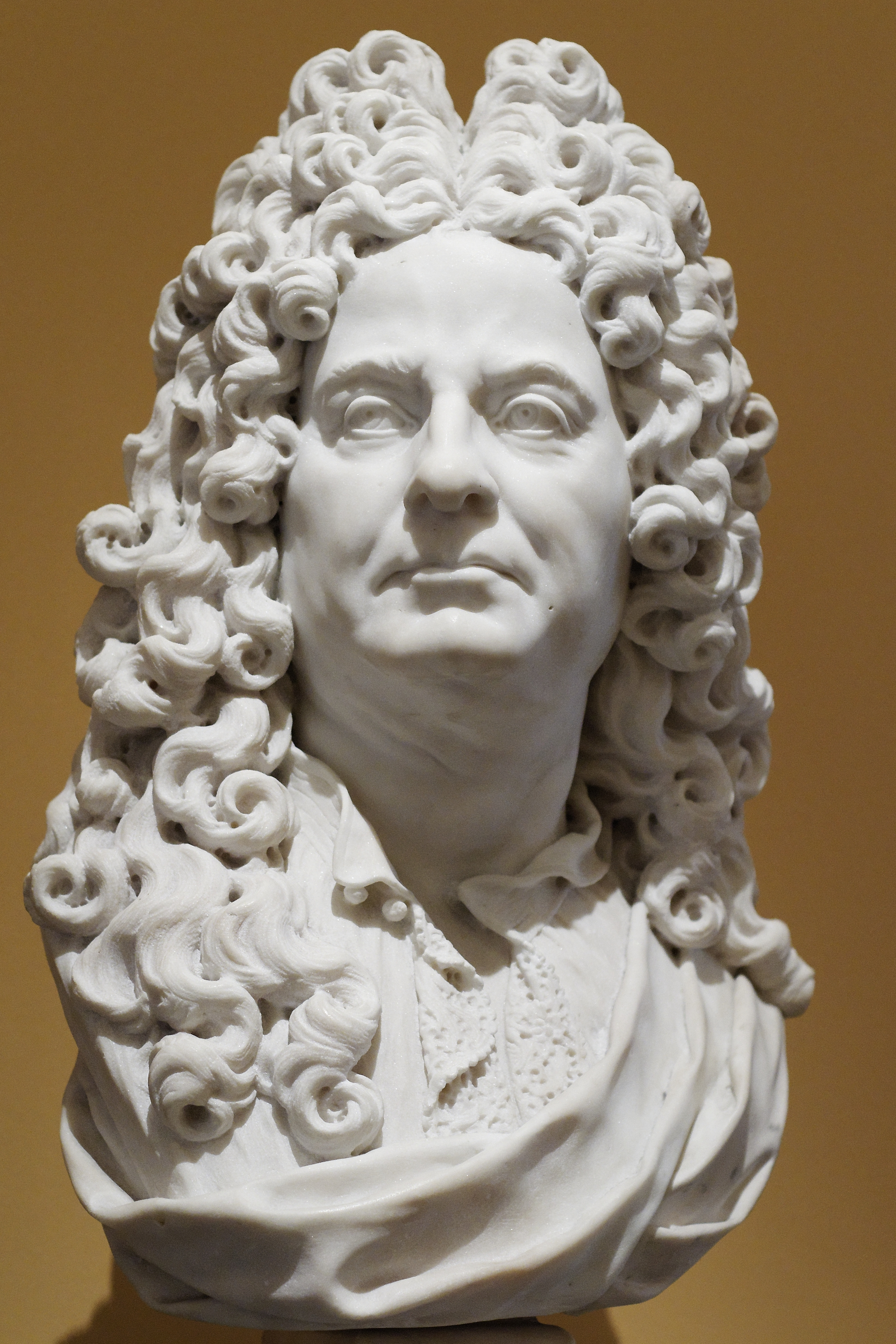
Antoine Coysevox, Antoine Coypel, peintre (vers 1712).
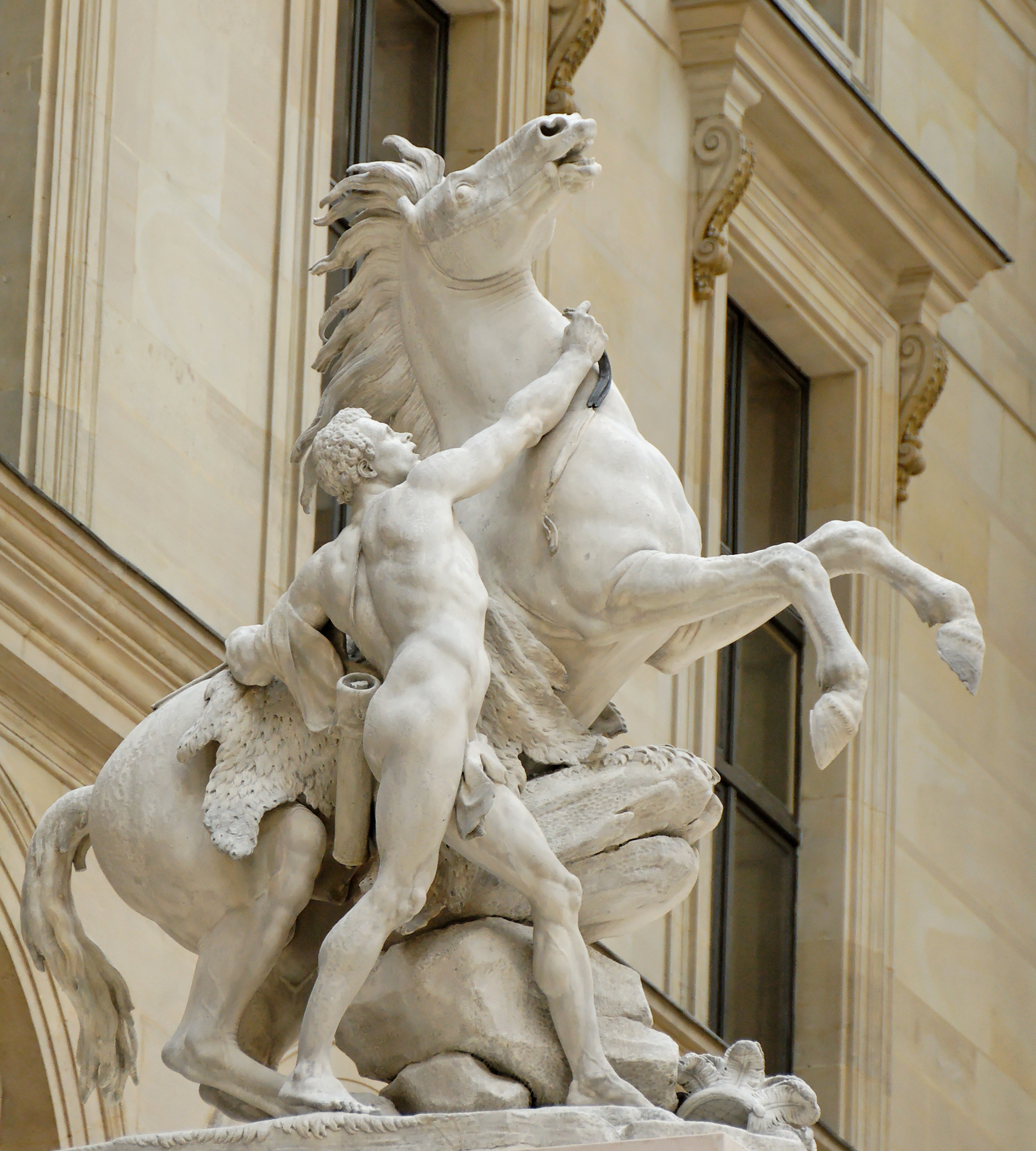
Guillaume Coustou l'Aîné, l'un des Chevaux de Marly (1739-1745).
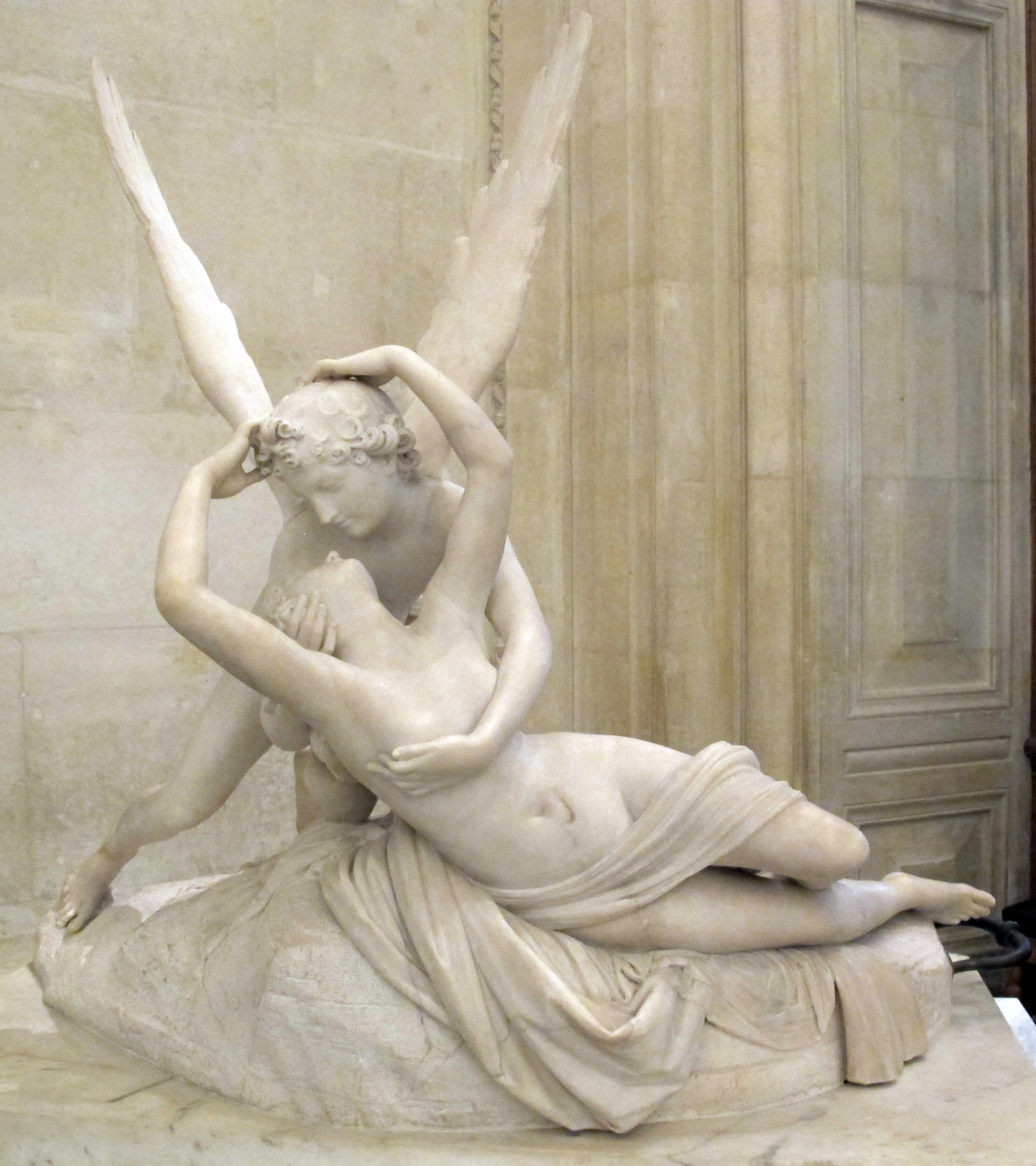
Antonio Canova, Psyché ranimée par le baiser de l'Amour (1793).
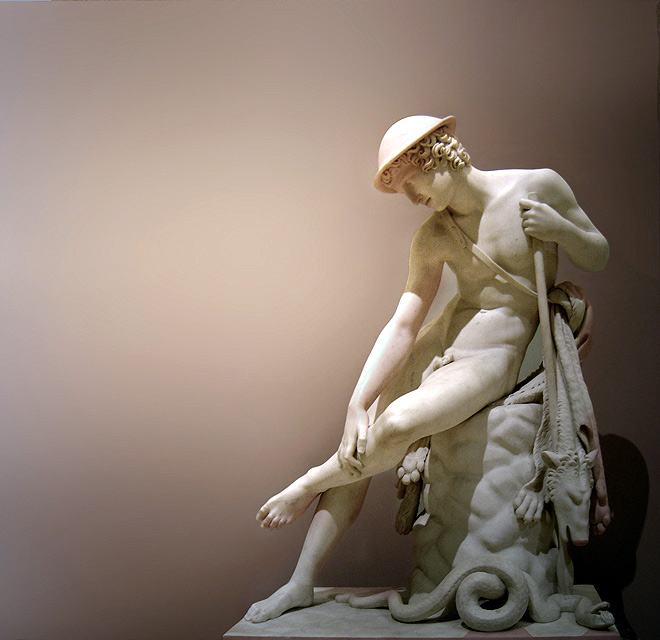
Louis Petitot, Jeune chasseur blessé (1827).
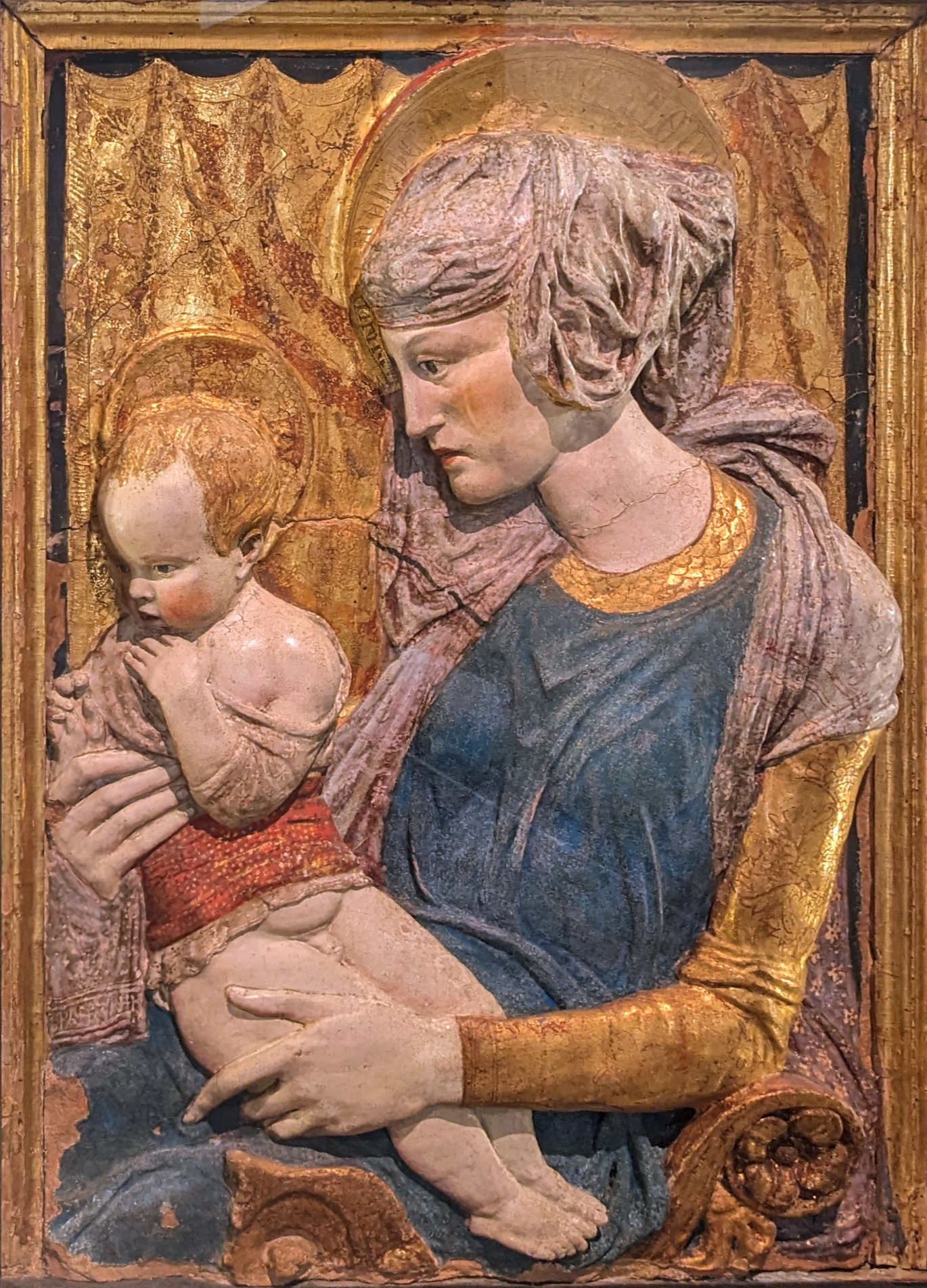
Vierge à l'Enfant, Donatello.
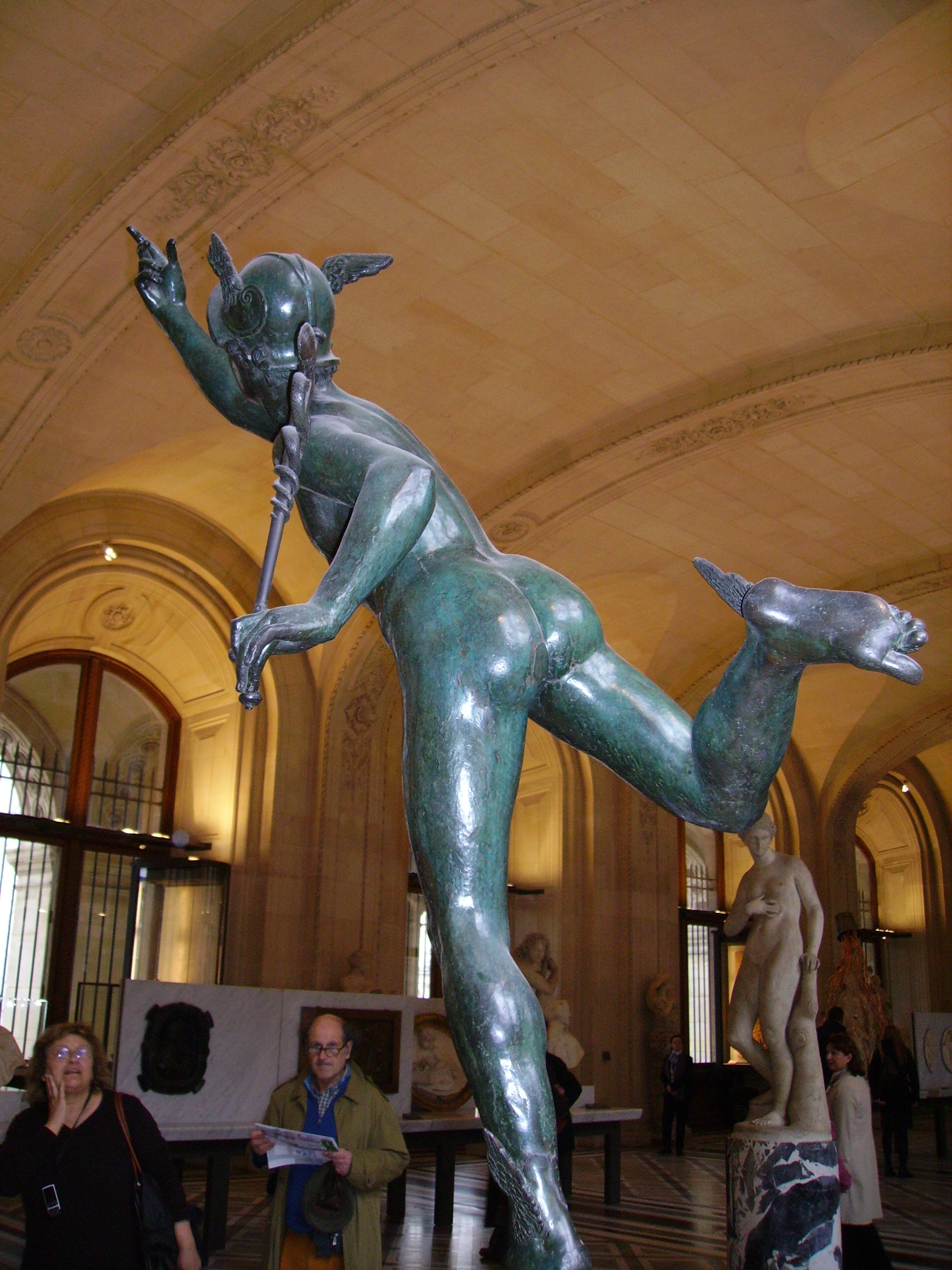
Mercure volant, de Giambologna.
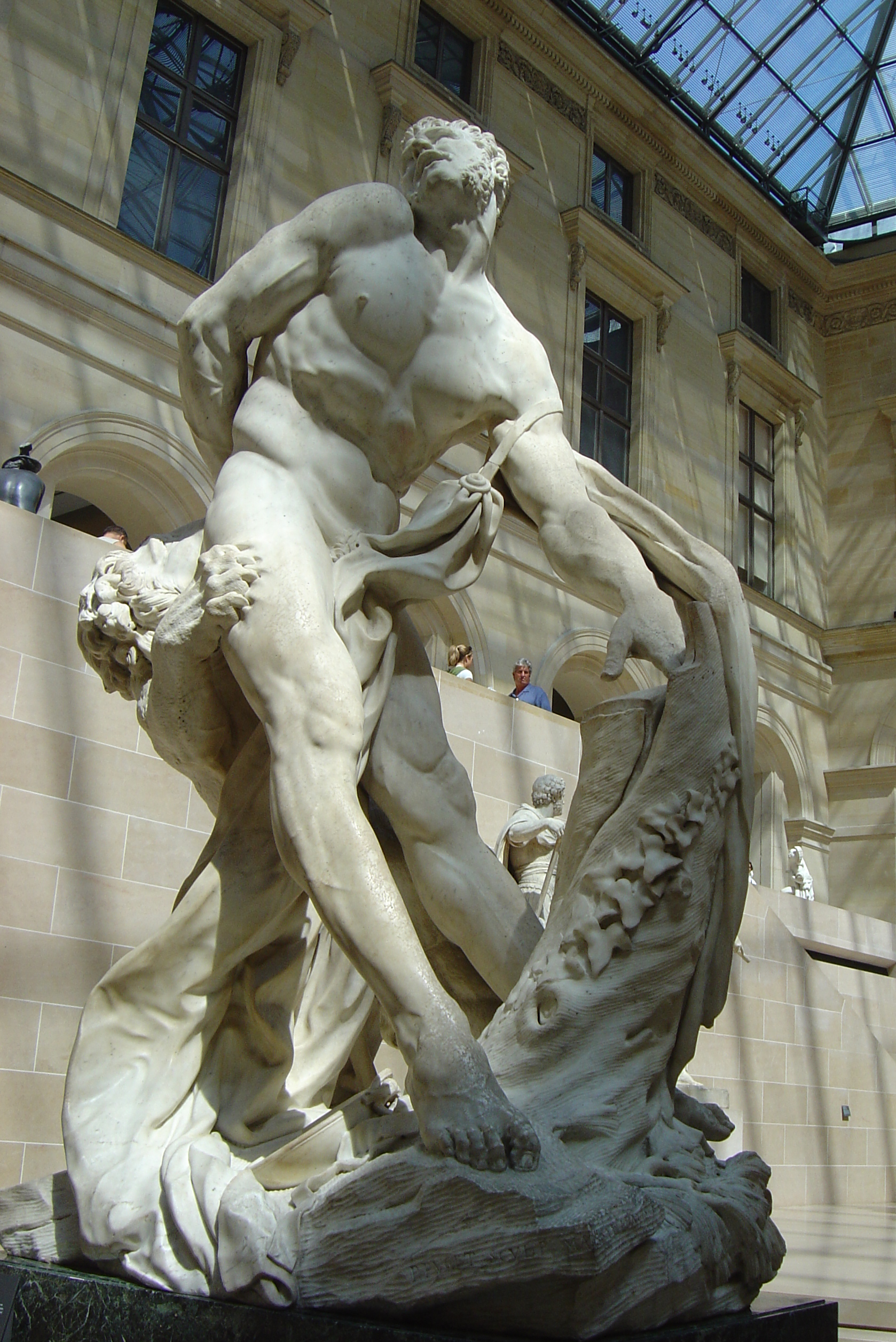
Milon de Crotone, par Pierre Puget.